# Криулько, Николай Юрьевич
Николай Юрьевич Криулько (род. 19 марта 1992) — российский пловец в ластах.

## Карьера
Тренер — С. А. Гранкин. Победитель и призёр международных и национальных соревнований.
Студент Томского политехнического университета.